# 一日乗車券
一日乗車券（いちにちじょうしゃけん）は、公共交通機関が有効期間を定めて、全線ないし路線の一部で利用できる乗車券である。
有効期間は基本的に1日間であるが、当項目では便宜上、有効期間が2日間以上のものや、有効期間が時間制となっているものについても記述する。

## 概要
定められた期間の間、その乗車券を発行した事業者の路線、あるいは指定された範囲の路線において、改札係員、運転士、車掌などに提示するか、自動改札機、カード読取機を利用することで回数を問わず自由に乗り降りすることができる。路線バス・地下鉄・路面電車など都市内交通で発売される場合と、観光地などの路線バス・鉄道事業者などが発売するもの等がある。
利用日の指定方法としては、
1. 窓口で発売し、利用日を指定（または日付入りスタンプを押印）して発券する。
2. 日付がスクラッチ印刷されており、利用者が自分の使う利用日の部分をコインなどで削り取る。
3. 自動券売機で、発売当日有効の乗車券として発券する。
4. 磁気カードになっており、最初に自動改札機やカード読取機に通した時点でその日が有効日となる。
5. ICカード乗車券に、当該乗車券の情報を書き込む。
6. スマートフォンサイトで購入してその画面を係員に提示して利用するものについては、利用者が端末を操作することで有効日を決定する。

などがある。
日本では多くの場合、有効期間は発売日・指定日の当日限り、もしくは当日の24時を過ぎた直後の終電までとなる。有効期間が24時間となっており時間内であれば翌日にも使用できる乗車券を発売している事業者もある。また事業者によっては、1日の起点が午前0時ではない場合もある。
乗車券を提示することにより、その事業者の沿線の施設で入場料金の割引などのサービスが実施されることもある。
注意すべき点として、事業者にもよるが一日乗車券は振り替え輸送の対象外になることがある。
利用可能なエリアが決まっている乗車券によっては、エリア内とエリア外をまたがって運行する場合、乗車地と下車地が共にエリア内であっても使用できない場合がある。

## 各地の一日乗車券

### 北海道地方
- 札幌市交通局
  - 地下鉄専用1DAYカード
  - ドニチカキップ（土曜日・日曜日・祝日と年末年始（12月29日 - 1月3日）用の地下鉄専用一日乗車券）
- 札幌市交通事業振興公社
  - どサンこパス（土・日・祝日のみ利用可能な市電専用乗車券）
- 北海道中央バス
  - おたる市内線バス一日乗車券（小樽市内（おおむね塩谷 - 新光町の範囲）の中央バスに乗車可能。大人800円 小人400円）
  - さっぽろうぉ〜く1日乗車券（札幌市内特殊運賃区間のみ乗車可能）
- ジェイ・アール北海道バス
  - 1日乗りほーだいきっぷ（札幌市周辺）
- JR北海道（道南地区）・道南いさりび鉄道・函館市電・函館バス（函館市内全線と郊外路線の一部）
  - はこだて旅するパスポート（1日間用）
- 函館市企業局交通部
  - 市電1日乗車券
  - トワイライトパス
- 函館市企業局交通部・函館バス函館市内路線
  - 市電・バス共通1日乗車券
- 函館バス函館市内路線
  - 函館バスのりほ〜だいきっぷ「カンパス」
- 道南バス
  - ONE DAY TICKET（室蘭市内と登別市内の一部区間）
- 旭川電気軌道・道北バス
  - あさくるパス[1]（旭川電気軌道・道北バスの一般路線バス限定で乗車・降車の両方が旭川市内の場合に限り1日乗り降り自由となる乗車券。大人1200円 小人600円）[注 1]
- 沿岸バス
  - 萌えっ子フリーきっぷ（増毛 - 豊富間を中心とした路線）
- 十勝バス
  - おびひろ1day乗放きっぷ[2]（十勝バスの一般路線バス限定で乗車・降車の両方が帯広市内の場合に限り1日乗り降り自由となる乗車券。大人1200円 小人600円）
- くしろバス・ 阿寒バス
  - 共通1日フリー乗車券（旧釧路市・釧路町行政区域内を走行する路線バスが1日乗り降り自由。大人1人につき、小学生以下1人無料。 土日祝限定。1枚600円）

### 東北地方
- 青森市交通部
  - フリールートカード（土[注 2]・日曜日・祝日のうちいずれかの日に有効、大人500円・小児運賃は無料のため発売なし[注 3]）
  - AOPASSワンデーパス（大人1000円・小児500円
    - 上記乗車券は、地域連携ICカード『AOPASS』とSuica及びPASMOへの登録のみ[4]。
    - 青森市営バス・青森市市バス・ねぶたん号（青森観光バス）が利用可能。
- 青い森鉄道
  - 青い森ワンデーパス（土日祝日とそれ以外の特定日に有効 大人2100円・中高生1530円・小学生1050円）
- 青森観光バス
  - ねぶたん号1日乗車券（大人700円・小児350円）
    - 2022年3月5日からは紙式カードに加え、地域連携ICカード『AOPASS』とSuica及びPASMOでも利用可能となる[4]。
- 弘南鉄道
  - 大黒様きっぷ（大人1000円・小児500円）
- 弘南バス
  - ワンバケーションパス（土曜日[注 4]・日曜日・祝日のうちいずれかの日に有効、大人1000円・小児500円）
  - 平日ワンデーパス（平日のみ有効、大人2000円・小児1000円）
  - 弘前市内100円バス1日乗車券（使用日制限なし 大人400円・小児200円[注 5]）
    - 2023年2月25日発売分から、利用当日にバス車内での発売となり、かつ地域連携ICカード「MegoICa」と「Suica」・「PASMO」への登録のみ[5]。
- 南部バス
  - ラピアドゥ!パス（大人・小児共同額100円）
    - ラピア・ピアドゥ線（ラピア - ピアドゥ間）が1日乗り降り自由。
- 岩手県交通
  - 一日フリー乗車券
- IGRいわて銀河鉄道
  - IGRホリデーフリーきっぷ（土日祝日とさんさ踊り期間・年末年始期間に有効）
- 三陸鉄道
  - 三陸鉄道1日フリー乗車券

- 秋北バス
  - 忠犬ハチ公生誕88年・大館市内限定一日フリー乗車券（大人880円・小児440円、高速バス・コミュニティバスは除く）
- 秋田内陸縦貫鉄道
  - 秋田内陸ワンデーパス
    - 全線タイプ（大人2500円・小人1250円）
    - Aタイプ（鷹巣 - 松葉間のみ有効、大人1500円・小人750円）
    - Bタイプ（阿仁合 - 角館間のみ有効、大人1500円・小人750円）
- 秋田中央交通
  - 秋田市内1日乗車券[注 6]
- 仙台市交通局
  - るーぷる仙台一日乗車券
  - 市バス一日乗車券（市内区間、近郊区間）
  - 地下鉄一日乗車券
  - 地下鉄土・日・休日一日乗車券
- 岩沼市民バス
  - 一日乗車券
- 庄内交通
  - つるおか1日乗り放題券[6]
    - Aコース（鶴岡市街地コース、大人500円・小人250円）
    - Bコース（湯野浜・湯田川温泉コース、大人1000円・小人500円）
    - Cコース（鶴岡全域コース、大人2000円・小人1000円）

### 関東地方
- JR東日本
  - 都区内パス（大人760円・小児380円）
    - Suica版も設定されている。

  - 東京フリーきっぷ（大人1,600円・小児800円）
    - 23区内のJR、東京メトロ、都営交通（地下鉄、日暮里舎人ライナー、都電、都バス）

  - 休日おでかけパス（大人2,720円・小児1,360円）主に東京近郊エリア
    - 東京近郊エリアのJR東日本路線、東京モノレール羽田空港線、東京臨海高速鉄道線りんかい線
    - 土日祝休日、4月29日 - 5月5日、7月20日 - 8月31日、12月29日 - 1月3日

  - のんびりホリデーSuicaパス（大人2,670円・小児1,330円）
    - 休日おでかけパスのSuica版。休日おでかけパスの範囲から新幹線、久留里線が除外されている。
- 関東鉄道
  - 常総線1日フリーきっぷ（大人1,500円・小児750円）土日祝休日、12月29日 - 1月3日、茨城県民の日（11月13日）で利用可能
  - 常総線・真岡鐵道線共通一日自由きっぷ（大人2,300円・小児1,150円）土日祝休日、年末年始のみ利用可能。真岡線内は下館 - 益子間のみ利用可
  - 関東鉄道バスIC一日乗車券（大人700円・小児350円）土日祝休日、年末年始のみ利用可能。子会社を含めた一般路線のほとんどで利用可。PASMO・Suicaへの登録のみ
- ジェイアールバス関東土浦支店
  - スワロー1dayフリーパス
- 東武バス日光
  - 世界遺産めぐり手形
- ジェイアールバス関東西那須野支店
  - 塩原フリー乗車券
- 関越交通
  - マイバス1日乗車券
- 関越交通、群馬バス、群馬中央バス、上信バス
  - ぐるりん1日乗車券
- 東武バスウエスト
  - 小江戸川越一日乗車券[7]
- 秩父鉄道
  - 秩父路遊々フリーきっぷ
  - SAITAMAプラチナルート乗車券[8] ※東武鉄道の項参照
- 埼玉高速鉄道
  - SR一日乗車券（大人680円・小児340円）土日祝日、埼玉県民の日（11月14日）、12/30 - 1/3のみ有効
- 埼玉新都市交通
  - ニューシャトル1日フリー乗車券（大人700円・小児360円）※スタンプラリー中は、スタンプ帳付
  - 伊奈ばら園鑑賞フリーきっぷ（大人750円・小児280円 期間限定発売）
- 千葉都市モノレール
  - ホリデーフリーきっぷ
- 銚子電気鉄道
  - 弧廻手形（ぬれ煎餅1枚引換券と施設割引券付）
- 小湊鉄道
  - 1日フリー乗車券
- いすみ鉄道
  - いすみ鉄道1日フリー乗車券（大人1,000円・小児500円）
- ディズニーリゾートライン
  - 1日フリーきっぷ（大人660円・小児330円）
    - 他に2日券・3日券・4日券がある。
- 東武鉄道
  - 東武東京メトロパス[9]
  - 東上東京メトロパス[10]
  - 日光・鬼怒川エリア鉄道乗り放題きっぷ[11]
  - 東京スカイツリー周辺散策きっぷ[12]
  - 台東・墨田・東京下町周遊きっぷ（2日間有効のものもある。大人・子供問わず500円）[13]
  - SAITAMAプラチナルート乗車券（東上本線・越生線全線および秩父鉄道線の指定区間が乗降自由）[8]
- 東武バスセントラル
  - 足立一日フリーパス（大人500円・小児250円）足立区・葛飾区・北区内の全線で利用可能
- 首都圏新都市鉄道（つくばエクスプレス）
  - TX!1日乗り放題きっぷ（大人2,300円・小児680円） 期間限定発売
- 西武鉄道
  - 埼玉西武ライオンズプレイヤーズきっぷ（区間・期間限定）
  - 西武スマイルスタンプラリーきっぷ（区間・期間限定）
- 西武バス
  - 1DayPass（大人600円・小児300円）PASMO、Suicaへの記録する方式で車内でのみ販売（秩父・軽井沢地区、深夜バス、高速・空港連絡バスでは利用不可）
- 小田急電鉄
  - 江の島・鎌倉フリーパス
  - 1日全線フリー乗車券（大人2000円・小児1000円）[14]
- 小田急バス
  - 一日フリーパス（大人500円・小児250円）
    - 窓口発売もしくはバス車内で磁気式カードを購入するか、利用当日にSuica・PASMOへ機能を付加して利用できる。小田急バス一般路線全線で有効。
- 東京都交通局
  - 都営まるごときっぷ（大人700円・小児350円）
  - 都営地下鉄ワンデーパス（大人500円・小児250円、期間限定で発売）
  - 都営地下鉄・東京メトロ一日乗車券（大人900円・小児450円）PASMO記録式も発売
  - 都営バス23区内一日乗車券（大人500円・小児250円）※PASMO・Suicaへの登録も可能
  - 都電一日乗車券（大人400円・小児200円）※PASMO・Suicaへの登録も可能
  - 東京フリーきっぷ ※価格等はJR東日本の項参照
- 東京地下鉄
  - 東京メトロ24時間券（大人700円・小児350円）※使用開始時刻から翌日の同時刻までの24時間有効
  - 東京メトロPASMO24時間券（大人700円・小児350円）購入時刻から翌日の同時刻までの24時間有効
  - 東京メトロ学生用24時間券 ※学生旅行用一日乗車券
  - 東京メトロ・都営地下鉄一日乗車券（大人900円・小児450円）PASMO記録式もあり。
  - Tokyo Subway 24-hour Ticket ※旅行者用一日乗車券
  - 東京フリーきっぷ ※価格等はJR東日本の項参照
- 文京区コミュニティバスBーぐる
  - 一日乗車券（大人・小児共に300円）
- 北区コミュニティバス
  - 一日乗車券（大人・小児共に300円）
- 東京モノレール
  - 東京モノレール沿線お散歩1dayパス[15]（大人700円・小児350円）発売・利用：土日祝休日、4月29日 - 5月5日、12月29 - 1月3日
  - 休日おでかけパス ※価格等はJR東日本の項参照
- 東京臨海高速鉄道
  - りんかい線1日乗車券（大人700円・小児350円）
  - 休日おでかけパス ※価格等はJR東日本の項参照
- ゆりかもめ
  - ゆりかもめ一日乗車券（大人820円・小児410円）
- 京成電鉄
  - 下町日和きっぷ[16]（フリーエリア内発は大人510円・小児260円）
- 京成バス・京成タウンバス
  - 都内1日乗車券（大人500円・小児250円）
- 京浜急行電鉄
  - 東京1DAYきっぷ[17]
  - 横浜1DAYきっぷ[18]
  - 三浦半島1DAYきっぷ[19]
  - よこすか満喫きっぷ[20]
  - 京急全線1日フリーパス[注 7][21]
  - 東京周遊パス（TOKYO DAY TRIP PASS）[注 7][21]
- 京浜急行電鉄・京浜急行バス
  - 京急線・京急バス1日フリーパス[注 7][21] - 本パスは、京急バス営業所やバス車内では発売しない。
- 東急電鉄
  - 東急線・東急バス一日乗り放題きっぷ（大人1,070円・小児540円）
    - 東急線全線、東急バス、ハチ公バス（一部路線）、たまちゃんバス、しなバスが利用可。

  - 東急線ワンデーパス（大人780円・小児390円）
    - 東急線全線（世田谷線、こどもの国線含む）が乗り降り自由。

  - 東急線トライアングルパス（大人390円・小児200円）
    - 東横線渋谷 - 自由が丘間、大井町線自由が丘 - 二子玉川間、田園都市線二子玉川 - 渋谷間が乗り降り自由。

  - 世田谷線散策きっぷ（大人380円・小児190円）
- 東急バス
  - 東急一日乗車券（大人520円・小児260円、キャンペーン時は小児150円）
  - 東急線・東急バス一日乗り放題きっぷ（前述の東急電鉄の項参照）[注 8]
- 国際興業
  - IC一日乗車券（大人700円・小児350円）飯能営業所管内を除く全線で利用可能　※PASMO・Suicaへの登録のみ
- 京王電鉄
  - 京王線・井の頭線一日乗車券（大人1000円・小児500円）
  - 京王アミューズメントパスポート
- 京王バスグループ
  - 全線一日フリー乗車券（大人700円・小児350円）京王バス全線で利用可能
  - 都区内一日フリー乗車券（大人500円・小児250円）東京23区及び武蔵野・三鷹・狛江・調布市内の均一区間
- 多摩都市モノレール
  - 一日乗車券（大人870円・小児440円）
- 関東バス
  - 乗り継ぎ一日乗車券（大人520円・小児260円）※PASMO・Suicaへの登録のみ
- 東京空港交通
  - リムジン&メトロパス
- 相模鉄道
  - 相鉄・鉄道全線 1日乗車券（大人740円・小児260円）
- 横浜市交通局・横浜交通開発
  - 地下鉄・バス共通1日乗車券（大人830円・小児420円）
  - 地下鉄1日乗車券（大人740円・小児370円）
  - バス1日乗車券（大人600円・小児300円）
- 横浜高速鉄道
  - みなとみらい線一日乗車券（大人460円・小児230円）
  - 横浜地下鉄・みなとみらい・京急共通1日乗車券（大人830円・小児420円・京急で発売）
- 神奈川中央交通グループ
  - 一日フリー乗車券（大人1,050円・小児530円）
    - PASMO・Suicaへの登録も可能。
- 横浜シーサイドライン
  - シーサイドライン一日乗車券（大人670円・小児340円）
- 川崎市交通局
  - 1日乗車券（大人400円・小児200円）
    - PASMO・Suicaへの登録も可能。

  - 家族1日乗車券（特定日に限り家族3人まで利用可 600円）
- 江ノ島電鉄
  - 江ノ電1日乗車券のりおりくん（大人800円・小児400円）[23]
- 湘南モノレール
  - 1日フリーきっぷ（大人600円・小児300円）
- 箱根登山鉄道
  - 電車・ケーブルカー1日乗車券 通称：とことこきっぷ（大人1,540円・小児770円）
  - 箱根登山電車1日乗車券 通称：デジタルのんびりきっぷ（大人1,580円・小児500円）[24]
  - 登山電車・ロープウエイ 通称：大涌谷きっぷ（大人3,700円・小児980円）[24]
- 宇都宮ライトレール
  - ライトライン一日乗車券（大人1,000円〈餃子券付き1,300円〉・小児500円）[25]。

### 中部地方
- 新潟交通
  - 新潟市観光循環バス1日乗車券（観光循環バスのみ、大人500円・小児250円）
- 新潟交通佐渡
  - 佐渡島内路線バス1日フリー乗車券（夏季）
- 富山地方鉄道
  - 地鉄電車・バス1日ふりーきっぷ
  - 市内周遊ぐるっとBUS1日フリー乗車券（大人700円・小児350円）
    - 「市内周遊ぐるっとBUS」と市内電車が1日乗り降り自由の乗車券。
- 万葉線
  - 万葉線1日フリー乗車券[注 9]
- 射水市コミュニティバス
  - 1日券（大人300円）
- 北陸鉄道
  - 金沢市内観光フリー乗車券（金沢地帯制230円区間内で利用可能、大人500円、小児250円）
  - 城下まち金沢周遊1日乗車券（大人500円、子供250円）
  - 石川線・浅野川線共通1日フリー乗車券（大人1,000円、小児500円）
- のと鉄道
  - つこうてくだしフリーきっぷ（大人1,000円・小人500円、周辺指定施設利用料の割引もある）
- あわら市コミュニティバス
  - 1日フリー切符（500円）
- えちぜん鉄道
  - 1日フリー切符（土・日曜・祝日、その他指定日のいずれかの日に有効 大人1,000円・小児500円）
- えちぜん鉄道・福井鉄道（鉄道・軌道線）
  - 共通1日フリーきっぷ（土・日曜・祝日、その他指定日のいずれかの日に有効 大人1400円・小児700円）
- 京福バス
  - 一日フリーパス（福井市内所定範囲 大人500円・小児250円）
- 福井鉄道（鉄道・軌道線）
  - 1日フリー乗車券（土・日曜・祝日、その他指定日のいずれかの日に有効 大人550円・小児280円）
- 山梨交通・山梨交通観光バス・山交タウンコーチ・山梨貸切自動車
  - 甲府市特定エリア 一日フリー乗車券（大人500円・小児250円 期間限定）
- アルピコ交通
  - タウンスニーカー一日乗車券（大人500円・小児250円）
  - 表参道バス1日乗り放題券（長野市内100円区間 大人300円・小児150円）
  - 善光寺・松代1dayパス（大人1500円・小児750円）
- 静岡鉄道・しずてつジャストライン
  - 丸子路フリー乗車券
  - 均一区間内フリー乗車券（静岡市内）
- 遠州鉄道・遠鉄バス
  - あかでん一日フリーきっぷ （鉄道線専用 大人1000円・小児500円）
  - 遠鉄ぶらりきっぷ （遠鉄バス全線及び鉄道線全線 大人1570円・小児790円）
  - 共通フリーきっぷ（東ルート：掛川 - 西鹿島 - 新浜松、西ルート：新所原 - 天竜二俣及び西鹿島 - 新浜松  大人1480円・小児740円）
- 天竜浜名湖鉄道
  - 1日フリーきっぷ（大人1750円・小児880円）
  - みかんきっぷ （新所原駅〜天竜二俣駅のみ 大人1430円・小児720円）
  - 茶畑きっぷ （掛川駅〜西鹿島駅のみ 大人1430円・小児720円）
  - 共通フリーきっぷ（東ルート：掛川 - 西鹿島 - 新浜松、西ルート：新所原 - 天竜二俣及び西鹿島 - 新浜松  大人1480円・小児740円）
- 名古屋市交通局
  - バス・地下鉄全線一日乗車券（大人870円・小児430円）
  - バス全線一日乗車券（大人620円・小児310円）
  - 地下鉄全線24時間券（大人760円・小児380円）※地下鉄全線一日乗車券のリニューアル版
  - ドニチエコきっぷ（土曜・日曜・祝日と毎月8日のみ有効 地下鉄・市バス全線有効 大人620円、小児310円）
  - メーグル1DAYチケット（なごや観光ルートバス メーグルのほか、メーグル運行日は都心ループバス C-758系統も利用可能 大人500円、小児250円）
- 名古屋鉄道
  - 名鉄電車全線1DAYフリーきっぷ（大人3,400円・子供1,700円）
    - 名鉄ではその他にも沿線施設での宿泊・観光等とフリーきっぷがセットになった商品や期間限定で上記より安価なフリーきっぷ（例としては年始限定の「迎春1DAYフリーきっぷ」など）が発売されることもある。
    - これらのフリーきっぷは時間限定での特別車乗り降り自由特典が付かない場合がほとんどである。なお、2021年頃からは当日限定で使用できるミューチケットの割引券が付く乗車券も増えている。

- 愛知高速交通
  - Linimo 1DAYフリーきっぷ（大人800円・子供400円）
- あおなみ線
  - あおなみ線一日乗車券（大人800円・子供400円）
- 豊橋鉄道
  - いこまい豊橋電車・バス 1日フリー乗車券（大人1,000円・小児500円）
    - 渥美線新豊橋 - 杉山、市内線全線および豊鉄バスの豊橋市内区間が1日乗り降り自由となる乗車券。

  - 渥美線1日フリー乗車券（大人1,100円・小児550円）
  - 市内線1日フリー乗車券（大人500円・小児250円）
- 岐阜バス
  - 230エリアパス（大人600円）
    - 岐阜市内均一区間が一日乗り降り自由となる乗車券。

  - ホリデーパス（大人1,000円）
    - 土日祝日に岐阜バスの路線バス全線と受託運行バス（一部対象外）が乗り降り自由となる乗車券。モバイル版のみ。

  - 昼得きっぷ（大人500円）
    - 平日の昼間帯（バス停留所の所定到着時刻が10時から16時までの間）に岐阜バスの路線バス全線（一部対象外）が乗り降り自由となる乗車券。
- 長良川鉄道
  - 1日フリーきっぷ（大人2,700円・小児1,350円）
  - 長良川鉄道1日フリー乗車券[注 10]（大人2,700円・小児1,350円）
- 樽見鉄道
  - 1日フリー乗車券（大人1,600円・小児800円）
  - うすずみ温泉入浴券付1日フリー乗車券（大人2,200円・小児1,300円）
- 養老鉄道
  - 養老鉄道 1日フリーきっぷ（大人1,500円・子供750円）
- 三岐鉄道
  - 1日乗り放題パス（三岐線・北勢線で利用可能、大人1,200円・小児600円）
- 伊賀鉄道
  - 伊賀鉄道一日フリー乗車券（大人740円・小児370円）

### 近畿地方
- 京都市交通局・京都バス・京阪バス・西日本ジェイアールバス
  - 地下鉄・バス一日券
- 京都市交通局
  - 地下鉄一日券
- 叡山電鉄
  - 叡電一日乗車券えぇきっぷ（おとな1,200円・こども600円）
- 京福電気鉄道
  - 嵐電1日フリーきっぷ（駅の窓口では販売されていない。大人700円・小児350円）
- 京都バス
  - 嵐山・嵯峨野フリーきっぷ
- 京福電気鉄道・京都バス
  - 嵐電・嵯峨野フリーきっぷ
- 叡山電鉄・京都バス
  - 京都洛北・森と水のきっぷ（1日版）
- 京都丹後鉄道・丹後海陸交通
  - 海の京都天橋立・伊根フリーパス1Day（大人3,550円、小児1,780円。京都丹後鉄道全線の普通・快速・特急自由席・丹後海陸交通の天橋立観光船・ケーブルカー・リフト・伊根湾めぐり遊覧船・路線バスの一部区間を利用可能）
- 京都丹後鉄道
  - 家族お出かけきっぷ（大人1名と子供1名の最大2名まで利用可能。大人1名のみの利用も可能。京都丹後鉄道全線の普通・快速に乗車できる。1枚1,850円（インターネット割は1,650円）。土・日曜日・祝日のみ）
- 全但バス
  - ノーマイカーデーフリーチケット（豊岡市内全線のみで有効。毎月第2水曜日・第4金曜日のみ利用可能。大人・小児共に500円。2022年5月からはコミュニティバスでも利用可能。高速バスは除く）[26]
- 豊岡市コミュニティバス（コバス）
  - 1日フリーパス券（大人200円、小人100円）
- 京阪バス
  - 京阪バスIC1dayチケット（大人650円・小児330円）
  - コミュニティバスやわた1日乗車券
- ヤサカバス
  - 醍醐コミュニティバス1日乗車券
- 西日本ジェイアールバス
  - 周山フリー乗車券
- 大阪市高速電気軌道
  - エンジョイエコカード（地下鉄・ニュートラム・大阪シティバス 平日大人820円、小児310円、休日大人620円、小児310円）
- 阪急電鉄・阪神電気鉄道
  - 阪急阪神1dayパス（大人1,600円）
- 京阪バス
  - 京阪バス1dayチケット（大阪版大人600円）
- 高槻市交通部
  - 均一1Day・2Dayカード（市内平坦部均一区間）
  - 全線1Day・2Dayカード（全線）
- 南海バス
  - 全線1日フリーカード（大人1,000円）
  - 堺都心1日フリー乗車券（バス・阪堺電気軌道）
  - 堺都心1日フリーカード（バス限定）
  - モックルバス1日フリー乗車券（河内長野市内版、千早赤阪拡大版）
- 阪堺電気軌道
  - トリップチケット
  - てくてくきっぷ
  - 堺おもてなしチケット
- 阪神バス尼崎市内線（旧・尼崎市営バス）・尼崎交通事業振興
  - 全線1日乗車券（両社共通で利用可能。阪神バスの阪神線は尼崎市内でも利用不可）
- 伊丹市交通局
  - 一日乗車券
- 阪急バス
  - 一日乗車券（千里ニュータウン・豊中市内線・池田市内線・宝塚市内線・西宮市内線・芦屋市内線の6種類）
- 神戸市交通局
  - 市バス専用1日カード
  - 市バス・地下鉄共通1日乗車券（大人1,000円・小児500円）
  - 地下鉄1日乗車券（大人800円・小児400円）
  - ノーマイカーデー市バス・地下鉄共通フリーチケット
- 神戸新交通
  - ポートライナー専用1日乗車券（大人700円・小児350円）
  - 六甲ライナー専用1日乗車券（大人550円・小児280円）
  - ポートライナー・六甲ライナー共通1日乗車券（大人1,200円・小児600円）
- 山陽電気鉄道・神戸高速鉄道
  - 三宮・姫路1dayチケット （上記2社の全線乗車可 大人1,400円）
- 山陽電気鉄道・神戸高速鉄道・阪神電気鉄道
  - 阪神・山陽シーサイド1dayチケット（2,000円）
- たつの市コミュニティバス
  - 1日乗車券（300円）
- 奈良交通
  - 奈良公園・西の京 世界遺産 1-Day Pass（500円）
  - 奈良公園・西の京・法隆寺 世界遺産 1-Day Pass Wide（1,000円）
- 南海りんかんバス
  - 高野山内1日フリー乗車券
- 和歌山電鐵
  - 貴志川線1日乗車券（大人650円・小児350円）
- 和歌山バス・和歌山バス那賀
  - 全線フリー1日乗車券（大人1000円）

### 中国地方
- 岡山電気軌道
  - 1日乗車券（電車の全線で有効 大人400円・小児200円）
- 両備バス
  - 1Dayフリー乗車券 （両備バスの一般路線及び東備バスの全線で有効 大人平日1,800円・大人休日1,500円・小児曜日問わず900円）
- 下電バス
  - 下津井循環線（とこはい号）1日乗車券（「とこはい号」全区間 大人510円・小児260円）
  - ジーンズバス 1日乗車券（運行エリア内の「ふれあい号」「とこはい号」「王子ヶ岳線」で利用可能）
- 備前市営バス
  - 1日乗車券（備前市内路線バスで有効 大人500円・小児200円）
- 井原鉄道
  - スーパーホリデーパス（大人1,400円・小児700円）
- 広島電鉄
  - 一日乗車乗船券（市内線・宮島線電車・松大観光船で有効 大人900円・小児450円）
  - 電車一日乗車券（市内線・宮島線電車で有効 大人700円・小児350円）
  - 広島たびパス 1dayパス（1000円）
  - 広島たびパス（24時間券）（1000円）
  - 1Day呉パス（呉エリアで有効 大人500円・小児250円）
  - 呉24時間パス（呉エリアで有効 大人500円・小児250円）
- 広島高速交通（アストラムライン）
  - 一日乗車券（大人900円・小児450円）
  - サンフレッチェ応援乗車券（サンフレッチェ広島のホームゲーム開催日のみ発売 大人600円・小児300円）
- おのみちバス
  - 一日乗車カード（好きっぷライン用 大人500円・小児250円）
  - おのみちフリーパス（大人600円・小児300円 千光寺山ロープウェイ往復+バス1日乗車）
- 日本交通・日ノ丸自動車
  - くる梨一日乗車券（大人・小児共300円）
  - ループ麒麟獅子一日乗車券（大人600円）
- 智頭急行
  - 智頭線普通列車1日乗車券（大人2,000円・小児1,000円）
- 若桜鉄道
  - 1日フリー乗車券（大人760円）
  - 親子きっぷ（大人1名と小児1名で760円。土日祝日のみ利用可能）
- 一畑電車
  - 一畑電車1日フリー乗車券（大人1,600円・小人800円）
- 松江市交通局
  - レイクライン1日乗車券（大人520円・小児260円）
- 安来市広域生活バス（イエローバス）
  - 1日乗車券（大人500円）
- 石見交通
  - はまだマリンエリア・アクアスエリア1日バス乗車券（マリンエリアは大人500円・小児250円、アクアスエリアは大人1,000円・小児500円）
- サンデン交通
  - 休日おでかけ1dayパス（土曜・日曜・祝日及び年末年始（12月31日 - 1月3日）限定。福岡線・特急山口宇部空港線を除く全線で有効。1dayパス大人1,000円・小児500円。1ヶ月以内の再利用なら大人100円・小児50円引き）
  - しものせき観光1日フリー乗車券
- いわくにバス
  - 1日乗車券（高速バスを除く全路線で利用可能  大人･小児問わず1,000円）
- 宇部市交通局
  - 1日乗車券（土･休日及び、夏季･冬季・春季の長期休みの期間限定販売。宇部市内の路線バスのみ利用可能。山陽小野田市・美祢市・山口市の市境を越える利用はできない。大人600円・小児（中学生含む）300円）

### 四国地方
- 徳島バス・徳島市バス
  - バス一日乗車券 徳島市内210円均一区間（大人500円・小児250円）
  - バス一日乗車券 一般路線バス全区間（大人1,000円・小児500円）
- 高松琴平電気鉄道
  - ことでん1日フリーきっぷ（大人1,400円・小児700円）
  - ことでん・JRくるり〜んきっぷ（大人2,200円・小児1,100円）
- 瀬戸内運輸
  - 高虎号1日乗車券（大人500円・小児250円）
    - 今治観光周遊バス
- 伊予鉄道・伊予鉄バス
  - 市内電車1Dayチケット（大人700円・小児350円）
  - ALL IYOTETSU 1Day Pass（大人1,800円・小児900円）
- ジェイアール四国バス
  - 平日限定　久万高原線一日乗り放題きっぷ（1,300円）
  - 土日祝限定　久万高原線一日乗り放題きっぷ（1,200円）
  - 久万高原線　松山・砥部一日乗り放題きっぷ（800円）
  - 大栃線一日乗り放題きっぷ（800円）
- 宇和島自動車
  - 宇和島もーにバス1日乗り放題券（大人300円・小児150円）
- とさでん交通
  - 電車一日乗車券（全線）（大人1000円・小児500円）
  - 電車一日乗車券（市内均一区間）（大人500円・小児250円）
  - バス・電車一日乗車券（大人2000円・小児1000円）※複数枚（5枚まで）を同時購入する場合、1枚あたり200円（小児100円）引きとなる。
- とさでん交通（バス）・県交北部交通
  - ICカードですかオート1dayサービス（市内200円均一区間内・大人500円）初回と2回目乗車時は200円、3回目100円となり4回目以降0円となる。

### 九州・沖縄地方
- 福岡市交通局（福岡市地下鉄）
  - 1日乗車券（大人640円・小児320円・割引[注 11] 320円）
- 西日本鉄道
  - FUKUOKA 1 DAY PASS（大人2800円・子供1400円。利用範囲は天神大牟田線の福岡 - 柳川間・太宰府線・甘木線と、福岡・久留米・筑豊地区の一般路線バス）
  - 福岡市内1日フリー乗車券（福岡市内全区間。大人1200円・小児600円。スマ乗り放題は24時間券で大人1100円・子供550円）
  - 福岡市内+太宰府ライナーバス「旅人」1日フリー乗車券（大人2100円・小人1050円。福岡市内全区間に加え、太宰府ライナー「旅人」の全区間乗降可。スマ乗り放題は24時間券で大人2000円・子供1000円）

※スマ乗り放題は利用開始時刻より24時間利用可能
- 西鉄バス北九州
  - 北九州都市圏1日フリー乗車券（大人1200円・子供600円。スマ乗り放題は24時間券で大人1000円・子供500円）

※スマ乗り放題は利用開始時刻より24時間利用可能
- 平成筑豊鉄道
  - ちくまるキップ（大人1000円・子供500円）
- 平成筑豊鉄道・筑豊電気鉄道（2社共通）
  - へい!ちくてつ1日フリーきっぷ（大人1500円・小児設定なし）
- 北九州市交通局
  - 一日乗車券（大人700円・子供350円）
- 北九州高速鉄道
  - 北九州モノレール全線一日乗車券（大人700円・子供350円）
- 堀川バス
  - 1日乗車券（大人1000円・小児500円。土日祝日のみ利用可能）
- 佐賀市交通局
  - 全線フリー1日乗車券（大人1000円・小児500円）
  - 指定区域内フリー1日乗車券（大人350円・小児180円）
- 長崎電気軌道
  - 電車一日乗車券（大人500円・小児250円）
- 長崎自動車
  - 長崎市内観光一日乗車券（大人500円・小児250円）
- 西肥自動車
  - 西肥バス1日乗車券（大人1000円・小児500円。佐世保市中心部エリア（させぼバスでも利用可能だが、福岡・長崎の高速バス、大野地区まめバスを除く）にて乗り降り自由　※土日祝限定）
- 松浦鉄道
  - MRフリーきっぷ（大人2500円・小児500円）
- 島原鉄道
  - 鉄道・バス・フェリー共通1日フリー乗車券 （バスは高速バス除く）
    - 島原半島遊湯券（温泉・宿泊施設の入浴券付き）
    - のんびり1500（毎月第4日曜日に利用可能）
    - スクール1000（18歳以下の学生向けで土曜・日曜・祝日と春・夏・冬休みに利用可能）
    - ちびっ子島原半島体験隊（小学生向けで土曜・日曜・祝日と春・夏・冬休みに利用可能）
- 対馬交通
  - 1日フリーパス券（土曜・日曜・祝日に利用可能）
- 熊本市交通局
  - 市電専用1日乗車券（大人400円、小人200円）
- 九州産交バス・熊本電気鉄道・熊本都市バス
  - わくわく1dayパス（各社が運行する一般路線バス、路面電車、電車に1日乗り降り自由、範囲限定の区域指定（1）と区域指定（2）、熊本県内全線で利用可能な熊本県内版がある）
- 熊本都市バス
  - 熊本城周遊バス1日乗車券（大人300円・小児150円、熊本城周遊バス「しろめぐりん」に1日乗り降り自由）
- 九州産交バス
  - 人吉周遊バス1日フリー乗車券（大人500円・小児250円、人吉周遊バス「じゅぐりっと号」に1日乗り降り自由）
  - 金峰山1日フリー乗車券（大人500円・小児250円、芳野経由・熊本 - 河内線、桜町BT - 岩戸観音入口間を1日乗り降り自由）
- 肥薩おれんじ鉄道
  - 1日フリー乗車券（大人2880円・小児1440円、肥薩おれんじ鉄道全線乗り降り自由）
  - おれんじ18フリーきっぷ（青春18きっぷ提示により販売、大人2160円、肥薩おれんじ鉄道全線乗り降り自由）
  - わくわく切符（大人2000円（65歳以上は1000円）・小児1000円、肥薩おれんじ鉄道全線乗り降り自由　※土日祝限定）
- 大分バス
  - 1日乗車券〈ワイド〉（大人1120円・小児560円。大分市内路線ほぼ全線で利用可能）
  - 1日乗車券〈ミニ〉（大人410円・小児200円。大分市内中心部170円区間で利用可能）
- 亀の井バス
  - My べっぷ Free ミニフリー乗車券（大人1000円・学生800円・小人500円）
  - My べっぷ Free ワイドフリー乗車券（大人1700円・小人850円）
- 宮崎交通
  - ワンコインパス（大人500円・小児250円、宮崎・延岡・都城の各都市近郊エリアについて乗り降り自由　※土日祝限定）
  - 1日乗り放題乗車券（大人1800円・学割1500円・小児1000円、宮崎交通一般路線全線乗り降り自由）
- 鹿児島市交通局
  - 一日乗車券（大人600円・小児300円、市電・市バス・かごしまシティービュー全線で1日乗り降り自由）
- いわさきバスネットワーク
  - まち巡りバス1日乗車券（大人500円・小児250円、まち巡りバスに1日乗り降り自由）
- 鹿児島交通
  - のったりおりたりマイプラン1日乗車券（大人1000円・小児500円、指宿・山川・開聞地区を運行する「のったりおりたりマイプラン」対象系統に1日乗り降り自由）
- 沖縄都市モノレール
  - 一日乗車券（大人700円・小人350円）※発売時刻から翌日の同時刻までの24時間有効
- 那覇バス
  - 一日乗車券（大人660円・小人330円、同社の運行する那覇市内線及び市外線の那覇市内区間のみ使用可）
- 琉球バス交通・那覇バス
  - 1日限定フリー乗車券（大人2000円・小人1000円、土曜・日曜・祝日に利用可能、2社全て（但し高速バス除く）の路線及び沖縄バスとの共同運行路線で利用可能）
- 沖縄都市モノレール・那覇バス
  - ぐるっと那覇 バスモノパス（大人1000円・小人500円、沖縄都市モノレール全線・那覇バスが運行する那覇市内線及び市外線の那覇市内区間が1日乗り降り自由）[27]
- 読谷村コミュニティバス（鳳バス）
  - 一日乗車券（大人500円）
- 西表島交通
  - 1日フリーパス（大人1030円・小人510円）

## 複数日有効の乗車券
24時間有効の一日乗車券は含まない（上記「各地の一日乗車券」に収録）。24時間を超える時間にわたって有効の乗車券は含む。

### 北海道地方
- JR北海道（道南地区）・道南いさりび鉄道・函館市電・函館バス（函館市内全線と郊外路線の一部）
  - はこだて旅するパスポート（2日間用）

### 東北・関東地方
- 青森市営バス・青森市市バス・ねぶたん号（青森観光バス）
  - AOPASSツーデーパス（大人1500円・小児750円）
    - 地域連携ICカード『AOPASS』・Suica・PASMOへの登録のみ[4]。
- 青森観光バス
  - ねぶたん号2日乗車券（大人800円・小児400円）
    - 2022年3月5日から、従来の紙式に加え、ICカード（地域連携ICカード『AOPASS』・Suica・PASMO）でも利用可能[4]。
- JR東日本（津軽地区）・弘南鉄道・津軽鉄道（津軽五所川原⇔金木間のみ[注 12]）・弘南バス（中南地区一般路線の一部と100円バス及び五所川原市内商店街循環バスのみ）
  - 津軽フリーパス（2日間有効）
- ジェイアールバス東北青森支店
  - 青森・十和田湖フリーきっぷ2日間
- 弘南バス
  - 岩木白神パス（2日間有効、大人3000円・小人1500円）
    - 地域連携ICカード『MegoICa』・Suica・PASMOへの登録のみ。
- IGRいわて銀河鉄道・ジェイアールバス東北・三陸鉄道・岩手県北自動車
  - きたいわて ぐるっとパス（3日間有効、乗車方向限定）
- 秋田内陸縦貫鉄道
  - 秋田内陸ツーデーパス（大人3500円・小人1750円）
    - 効力は、「秋田内陸ワンデーパス」の全線タイプと同じ。
- JR東日本（仙台市近郊）・仙台空港鉄道・仙台市交通局（地下鉄全線・バス全路線）・宮城交通バスの仙台市近郊の一部路線
  - 仙台まるごとパス（2日間有効）
- 東武鉄道
  - 台東・墨田・東京下町周遊きっぷ（2日間有効、700円）[13]
- ディズニーリゾートライン
  - フリーきっぷ（2・3・4日有効） 2日600円、3日800円、4日1,000円（いずれも子供半額）
- 千葉都市モノレール
  - 2-DAYフリーきっぷ（2日間有効）（大人1,030円・小児520円）
- 東京メトロ・都営地下鉄
  - Tokyo Subway 48-hour Ticket （最初の入場から48時間有効。関東地方と山梨県を除く主な旅行会社及びコンビニエンスストアで発売）
  - Tokyo Subway 72-hour Ticket （最初の入場から72時間有効。関東地方と山梨県を除く主な旅行会社で発売）
- 京浜急行電鉄
  - 東京トラベル2DAYパス（2日間有効）[17]
  - 三浦半島2DAYきっぷ（2日間有効）[19]
- 箱根登山鉄道・箱根登山バス・小田急ハイウェイバス・箱根観光船・東海バス
  - 箱根フリーパス（2・3日間有効）

### 中部・近畿地方
- 新潟交通佐渡
  - 佐渡島内路線バス2日フリー乗車券（土休日）
- 富山地方鉄道
  - 電車全線2日間フリー乗車券（電車・市内線） 4,400円（子供半額）
- 名古屋鉄道
  - 名鉄電車全線2DAYフリーきっぷ 4,400円（子供半額）
- 京都丹後鉄道・丹後海陸交通
  - 海の京都天橋立・伊根フリーパス2Days（大人4,550円、小児2,280円。京都丹後鉄道全線の普通・快速・特急自由席・丹後海陸交通の天橋立観光船・ケーブルカー・リフト・伊根湾めぐり遊覧船・路線バスの一部区間を利用可能）
- 丹後海陸交通
  - 丹後・天橋立フリー（大人2,600円、小児1300円。天橋立観光船・ケーブルカー・リフト・伊根湾めぐり遊覧船・路線バスの一部区間を利用可能）
- 京都市交通局・京都バス・京阪バス・西日本ジェイアールバス
  - 地下鉄・バス二日券
- 叡山電鉄・京都バス
  - 京都洛北・森と水のきっぷ（2日版）
- 近畿日本鉄道
  - 近鉄週末フリーパス[28]
    - 金・土・日曜日または土・日・月曜日の連続3日間有効。
    - 乗車前日までの発売で乗車開始日は購入時に指定しなければならない。乗車当日に購入することはできない。
    - 大人5,000円、こども2,500円。
    - 葛城山ロープウェイはフリー区間ではないが、半額で乗車券購入可能な割引券が付属する。
    - かつては磁気化券ではなかった（近畿日本ツーリスト発行の物はA4サイズ）ため、自動改札は利用できなかった（係員通路を通る）。現在は近鉄の窓口や券売機で購入した場合は磁気化券で発行され、自動改札を利用可能。
    - 特急乗車の際には、別途特急券が必要。
    - その他伊勢・鳥羽・志摩スーパーパスポート まわりゃんせ・パルケエスパーニャ･フリーきっぷなど地域限定のフリーきっぷもある。
- 神戸市交通局のバス
  - 市バス専用2日カード （1,000円、子供半額）

### 中国地方
- 日本交通・日ノ丸自動車・日ノ丸ハイヤー・サービスタクシー・いなばタクシー
  - 鳥取藩のりあいばす乗放題手形（3日間有効。手形、カードの2種類から選択可） 1,800円（子供の設定なし）
    - 日本交通・日ノ丸自動車・鳥取自動車の全系統に乗車可能。
    - 空港リムジンバスは鳥取駅 - 鳥取空港間、米子駅 - 米子空港間のみ乗車可能（日ノ丸ハイヤー運行の空港リムジンバスは利用不可）。
    - 鳥取市循環バス「くる梨」、「ループ麒麟獅子」、米子市コミュニティバス「だんだんバス」、「どんぐりコロコロ」、鳥取砂丘・浦富海岸周遊バス「ボンネットバス」、大山山麓周遊バス「大山るーぷバス」にも乗車可能。
    - 路線バスとの共通乗車制度を導入している日本交通・日ノ丸ハイヤー・サービスタクシー・いなばタクシーの路線バス代替乗合タクシー（鳥取県東部のみ）にも乗車可能。
    - 高速バスは乗車不可。
- 松江市交通局
  - 共通二日乗車券（連続した2日間有効）（大人1,050円・小児530円）
    - 松江市バス全路線とぐるっと松江レイクラインが利用可能（一畑バスは利用不可）。
- サンデン交通
  - 休日おでかけ2dayパス（1dayパスと利用規定は変わらない。大人1,700円・小児850円。1ヶ月以内の再利用なら大人100円・小児50円引き）

### 四国地方
- 伊予鉄道・伊予鉄バス
  - 市内電車2Dayチケット（大人1,000円・小児500円）
  - 市内電車3Dayチケット（大人1,300円・小児650円）
  - 市内電車4Dayチケット（大人1,600円・小児800円）
  - ALL IYOTETSU 2Day Pass（大人2,800円・小児1,400円）
  - ALL IYOTETSU 3Day Pass（大人3,700円・小児1,850円）
  - ALL IYOTETSU 4Day Pass（大人4,500円・小児2,250円）

### 九州・沖縄地方
- 西鉄バス（系列含む）、長崎県交通局、長崎自動車、九州急行バス、西肥自動車、日田バス、大分バス、島原鉄道バス、九州産交バス、産交バス、大分交通、亀の井バス、昭和自動車、JR九州バス、北九州市交通局、堀川バス、佐賀市交通局、祐徳自動車、熊本バス、熊本電鉄バス、熊本都市バス
  - SUNQパス（北部九州）（連続する3日間有効） 12,000円
    - 高速バス、一般路線バスに乗車可能。九州 - 本州・四国の高速バス、定期観光バス、会員バス等は乗車不可。
    - 2009年1月31日までは九州・中国地方以外での発売金額は6,000円であった。
    - 北部九州エリア内とエリア外をまたがって運行するバスは、乗車地と下車地が共に北部九州エリアであっても乗車不可。
- 西鉄バス、長崎県交通局、長崎自動車、九州急行バス、西肥自動車、日田バス、大分バス、島原鉄道バス、九州産交バス、産交バス、大分交通、亀の井バス、昭和自動車、JR九州バス、北九州市交通局、堀川バス、佐賀市交通局、祐徳自動車、熊本バス、熊本電鉄バス、熊本都市バス、宮崎交通、鹿児島交通、南国交通、鹿児島市交通局
  - SUNQパス（全九州）（連続する3日間有効） 14,000円、（連続する4日間有効） 17,000円
- 九州産交バス・熊本電気鉄道・熊本都市バス
  - わくわく2dayパス（各社が運行する一般路線バス、路面電車、電車に連続2日間乗り降り自由、範囲限定の区域指定（1）のみ）
- 九州産交バス、熊本バス、熊本電鉄バス、熊本都市バス、宮崎交通、鹿児島交通、南国交通、鹿児島市交通局
  - SUNQパス（南部九州）（連続する3日間有効） 10,000円
    - 高速バス、一般路線バスに乗車可能。九州 - 本州・四国の高速バス（福岡 - 下関線を除く）、定期観光バス、会員バス等は乗車不可。
    - 南部九州エリア内とエリア外をまたがって運行するバスは、乗車地と下車地が共に南部九州エリアであっても乗車不可。
- 西鉄バス北九州
  - スマ乗り放題
    - 北九州エリア フリー乗車券（48時間券大人1500円・子供750円。利用開始時刻から48時間利用可能）
- JR九州、北九州高速鉄道、平成筑豊鉄道、筑豊電気鉄道、福岡市地下鉄、西日本鉄道、甘木鉄道、松浦鉄道、長崎電気軌道、島原鉄道、熊本電気鉄道、熊本市交通局、南阿蘇鉄道、くま川鉄道、肥薩おれんじ鉄道、鹿児島市交通局
  - 旅名人の九州満喫きっぷ 11,000円
    - 上記社局の運営する鉄道・軌道の普通・快速（西鉄の特急・急行を含む）に乗車できる。
    - 1枚の乗車券で3回（人）乗車できる。1回分は乗車当日のみ有効（有効期限は購入日から3ヶ月）
    - 新幹線、JRの特急列車[注 13]、グリーン車、南阿蘇鉄道のトロッコ列車への乗車はできない。
- 亀の井バス
  - My べっぷ 2日間ミニフリー乗車券（大人1600円・小人800円）
  - My べっぷ 2日間ワイドフリー乗車券（大人2600円・小人1300円）
- 沖縄都市モノレール
  - 二日乗車券 1,200円（子供半額。最初の自動改札機通過時刻から48時間有効）
- 東運輸
  - みちくさチケット（連続する5日間） 2,000円
    - 東運輸の運行する路線バス全線に乗車できる。

  - フリーチケット（連続する5日間） 1,000円
    - 空港線と川平リゾート線に乗車できる。
- 西表島交通
  - 3日フリーパス（連続する3日間） 1,500円
    - 西表島交通の運行する路線バス全線に乗車できる。

## 海外の乗車券

### アメリカ合衆国

#### カリフォルニア州
- ロサンゼルス郡都市圏交通局（メトロ）
  - Day Pass（メトロの一般の路線バス、快速バス、地下鉄、ライトレールに乗車することができ、高速バスは普通料金との差額を支払うことで、乗車することができる。大人6ドル。ただし乗車カード「TAP」を指定の販売所から購入し Day Pass をカードにチャージする必要がある。

### カナダ

#### ブリティッシュコロンビア州
- トランスリンク
  - トランスリンクのほとんどすべての路線バス（コーストマウンテンバス及びウエストバンクーバー市営交通）や、スカイトレインの全線、シーバスに乗車することができる。大人9カナダドル。

### 大韓民国
- ソウルシティパス
- 釜山交通公社
  - 購入当日に、釜山地下鉄全線に乗り降り自由。大人4000ウォン。

### 台湾
- 台北捷運
  - 台北捷運一日票（台北捷運に1日乗り降り自由の1日乗車券。値段は大人150元）
  - 台北捷運24小時票（最初に改札機を通過してから24時間乗り降り自由の乗車券。値段は大人180元。ほかに、48時間、72時間版もある）
  - 臺北觀光護照（TAIPEI PASS）（台北捷運のほか、台北エリアの路線バスに有効期間内乗り降り自由の乗車券。1日券180元、2日券310元、3日券440元、5日券700元。ほかに、猫空ロープウェイにも乗れる貓纜版1日券250元もある）
- 高雄捷運
  - 一日票（高雄捷運に1日乗り降り自由。値段は大人150元。旅客の持つ一カー通カードに、データを追加する形で発売。ほかに二日票もある）
- 台湾鉄路管理局
  - 集集線、內灣線、平溪線一日週遊券（台鉄各支線に1日乗り降り自由の乗車券。集集線80元、内湾線74元、平渓線54元）

### シンガポール
- マス・ラピッド・トランジット
  - Singapore Tourist Pass（MRT、LRT、バスに乗り降り自由。1日券17シンガポールドル 、2日券24ドル、3日券29ドル。使用期間経過後は通常のEZ-Linkカードとして使用可能。かつてはデポジット制（カード貸与制）で、10ドルのカード保証金が上乗せされていた。カード保証金は、使用後5日以内に窓口に返却すると払い戻しされていた）

### 外国からの観光客向けの乗車券
その鉄道が走っている国の居住者は購入することができない。
- ヨーロッパ（イギリスなど一部の国を除く）
  - ユーレイルパス
    - ほぼ全ての国の路線を利用できるもの（ユーレイルグローバルパス）、3 - 5カ国の路線を利用できるもの（ユーレイルセレクトパス）など、多くの種類がある。
- イギリス
  - ブリットレイルパス
- アメリカ合衆国
  - アムトラックUSAレイルパス
- 韓国
  - KORAILパス

## 発売を終了した乗車券

### 札幌市交通局
- エコキップ 700円
  - 毎月5日・20日のみ利用可能。2010年11月20日をもって廃止。
- 共通1DAYカード（地下鉄・市電及び札幌市内均一区間のJR北海道バス・じょうてつバス・北海道中央バス）
  - 2015年3月31日をもって、発売及び利用を停止した。

### 八戸市交通部・南部バス
- 一日乗車券「乗車券」『八戸市営バス』八戸市交通部。2021年9月24日時点のオリジナルよりアーカイブ。2023年5月19日閲覧。（土・日曜日・祝日及び毎月25日のうちいずれかの日に有効、大人600円・小児300円）
  - 八戸地域連携ICカード『ハチカ』のサービス開始に伴い、2022年2月25日をもって、発売・利用が終了となる[29]。

### 十和田観光電鉄
- フリー乗車券
  - 同社のバス定期券所有者と同行する家族のみ購入・利用可能、土・日曜日・祝日及びお盆・年末年始のうちいずれかの日に有効、大人1000円・小児500円、2日券も発売。
  - 2021年4月25日をもって、発売終了した[30]。

### 八戸カード運営協議会
- 八戸えんじょいカード（大人700円・小児350円）
  - 八戸市営バス・南部バス八戸市内路線・JR東日本八戸線八戸駅 - 種差海岸駅間
  - 2019年3月31日をもって、発売終了した[31]。

### 秩父鉄道
- 長瀞プチたびきっぷ（1月・6月・9月・12月）
- 長瀞ファミリー乗車券（2月・3月・4月・5月・7月・8月・10月・11月）
- 長瀞秩父おでかけきっぷ

### いすみ鉄道
- 青春28きっぷ（大人用のみ2,800円）

### 京浜急行バス
- 都内1日乗車券[32]（大人500円・小児250円）但し、空港リムジンバス、高速バス、早朝・深夜便[注 14]、「蒲95」の大鳥居 - 羽田空港間および「空51」など川崎市内に跨がる路線での川崎市内区間の乗車[注 15]は利用不可だった。2023年8月31日をもって発売終了[33]。

### 横浜市交通局
- エコライフチケット（冬季限定発売）
  - 2005年度をもって廃止。
- あかいくつ1日乗車券（みなとみらい100円バスと共通 大人300円・小児150円）
  - 2008年に廃止。
- 小さな旅乗車券（26･54系統のみ利用可、大人210円・小児110円）
  - 2012年3月31日をもって廃止。
- ファミリー環境1日乗車券（土日休日等に限り家族5人までバスを利用可 1,000円）
  - 2016年3月31日をもって取扱終了[34]。

### 名古屋鉄道・近畿日本鉄道・京阪電鉄・南海電気鉄道他
- 近畿東海私鉄周遊券
  - 関西・東海民鉄が共同して1958年（昭和33年）3月に発売。取扱いは近畿日本ツーリスト・名鉄観光などの各鉄道会社旅行エージェンシー。
  - 国鉄周遊券同様周遊指定地を2カ所回ると1割引。周遊エリアが限られた事や、発券の手間の問題などで10年程で解消。

### 名古屋鉄道・近畿日本鉄道・南海電気鉄道
- 3・3・SUNフリーきっぷ 5000円 名鉄・近鉄・南海の3社の鉄道に連続3日間乗り降り自由の乗車券
- ワイド3・3・SUNフリーきっぷ 6000円 名鉄・近鉄・南海の3社の鉄道とグループ各社の路面電車・バス・ケーブル・ロープウェイ・船舶に連続3日間乗り降り自由の乗車券
  - いずれも期間限定で販売。
  - 座席指定車両など特別に料金を要する場合はそのつど特急券・座席指定券・特別車両券などが必要。

### 名古屋鉄道
- 名鉄パノラマパック・びっくりクーポン
  - 名鉄線の主要駅から明治村・知多半島など沿線観光地への往復乗車券・バス代・割引入場券等をセットした割引切符で一部のコースにフリーきっぷタイプがあった。
  - 料金はコースにより異なる

### 京阪電気鉄道・京阪バス・近江鉄道・江若交通・帝産湖南交通・滋賀交通
- だから滋賀1日乗車券
  - 滋賀県南部（おもに大津市・草津市周辺で琵琶湖大橋より南）のエリアで京阪石山坂本線とバスが1日乗り降り自由の乗車券
    - 滋賀交通を除き、南湖周遊一日フリー乗車券に発展的解消。

### 帝産湖南交通・近江鉄道・京阪バス・江若交通
- 南湖周遊1日フリー乗車券

### 京阪電気鉄道・京阪バス
- 大津観光1日乗車券 600円
  - 京阪電車の石山坂本線と京阪バスの大津管内の路線が1日乗り降り自由。のちに「大津フリークルット」に名称変更。

### 京都市交通局・京都バス・西日本ジェイアールバス・京福電気鉄道
- バス（市バス・京都バス・西日本JRバス）嵐電一日券
  - 2023年3月31日をもって発売終了、2024年3月31日をもって利用終了[35]
- バス一日券
  - 2023年9月30日をもって発売終了、2024年3月31日をもって利用終了[36]

### 京阪電気鉄道
- 京阪クルット（クルットきっぷ）
  - 京阪線の主要駅から京都・琵琶湖・宇治など沿線観光地への往復乗車券・バス代・割引入場券等をセットした割引切符で比叡山など一部のコースは指定周遊エリア内乗り降り自由のフリーきっぷタイプがあった。
  - 料金はコースにより異なる
- 京都地下鉄・京阪大津線1dayチケット（京都市営地下鉄・京阪大津線で利用可能。期間限定）

### 京阪バス
- 枚方市内1日乗車券 600円
  - 枚方市内の京阪バス全線に1日乗り降り自由。
- 山科・醍醐1日乗車券 600円
  - 京都市山科区内の京阪バスに1日乗り降り自由。
    - いずれも京阪バス1dayチケットに発展的解消（ただし値下げも行っている）。

### 京阪宇治交通・京阪宇治交サービス
- 全線一日乗車券 800円
  - 京阪宇治交通・京阪宇治交サービスのバスが全線1日乗り降り自由。
- 宇治地区一日乗車券 500円
  - 京阪宇治交通・京阪宇治交サービスのバスが宇治地区と大久保地区の指定区間に限り1日乗り降り自由。
    - 利用者減により2002年に廃止。また現在は両事業者とも存在していない。

### 京都市交通局
- 京都観光一日乗車券
- 京都観光二日乗車券 2,000円（子供半額）
- 市営地下鉄1dayフリーチケット
- 市バス・京都バス一日乗車券カード

### 西日本ジェイアールバス
- 高雄フリー乗車券 大人800円・こども400円

### 阪急電鉄
以下全て神戸高速線は乗車不可である。
- マルーンチケット 1000円 通年発売されていた阪急線専用フリー乗車券、現在は阪神電鉄線も乗車できる阪急阪神1dayパス 1,300円 が通年発売されている

以下は前売りのみで販売。
- ゴールデンチケット 1200円 - （年度により異なる）
  - ゴールデンウィークに阪急線全線乗車可能なフリーチケット
- 夏休みスタンプラリーチケット
  - 夏休み期間中に実施されたスタンプラリーに便利な阪急全線フリーチケット
- ニューイヤーチケット 1500円 - （年度により異なる）
  - 正月の初詣に便利な阪急全線用のフリーチケット
- あらうんどチケット 600円 - （年度により異なる）
  - 春分の日と秋分の日のみ有効な阪急全線フリーチケット
- 連休おでかけきっぷ 1200円
  - 2009年のシルバーウィーク期間のうち、連続でなくとも任意の2日間に阪急線全線乗車可能なフリーチケット

### 近畿日本鉄道
- 近鉄遊レールパス 3800円
  - 現在発売の近鉄週末フリーパスの前身。1987年から発売された、ゴールデンウィーク、夏季、年末年始に連続3日間有効の近鉄全線乗車券。1997年以降通年発売になり、2004年まで発売された。なお曜日の制限がないこと以外、利用条件は現在の近鉄週末フリーパスと同じ。
- 近鉄3dayパス 6500円
  - 2005年に発売された全線乗車券。3日間有効であるが曜日の制限がなく、特急券引換券が3枚付いていた。大阪府・京都府・奈良県・兵庫県・三重県・愛知県・岐阜県内以外の旅行会社での発売となっていた。2006年以降の発売はない。

### 阪堺電車
- 堺都心フリーきっぷ
- のんびりおでかけん

### 広島電鉄
- 宮島フリーパス（2日間有効、市内線・宮島線電車・松大観光船・宮島ロープウエーで有効） 2,000円（子供半額）2014年3月31日販売終了。2014年9月30日利用期間終了。

### 智頭急行
- 智頭線1日フリーきっぷ（大人1,200円・小児600円）（利用期間は、青春18きっぷと同じ+夏は9月30日まで+土曜・日曜・祝日）
  - 2023年4月30日をもって発売終了[37]。

### 一畑電車・一畑バス・松江市交通局
- 縁結びパーフェクトチケット（連続した3日間有効）（大人4,000円・小児2,000円）
  - 一畑電車全区間、一畑バス全路線（隠岐汽船接続バスを含む）、松江市バス全路線（ぐるっと松江レイクラインを含む）に乗車可能。なお、レイクラインを利用する際は、付随する引換券と1日乗車券（3日分）を引き換える必要がある。
  - 日ノ丸ハイヤー・松江一畑交通・出雲一畑交通の出雲空港・米子空港連絡バスの全路線も乗車可能。
  - 高速バス、出雲市委託バス（スサノオ観光等）、市町村運営のコミュニティバスは乗車不可。
    - 2023年9月28日をもって販売終了、2023年9月30日をもって利用終了。

### 佐世保市交通局
- 市営バス一日乗車券 500円
  - 平日は指定区間で一日中自由に乗り降りできるが、土曜・日曜・祝日は全区間で一日中自由に乗り降りができる。
    - 2019年3月23日、当局廃止（3月31日）によるバスの運行を終了に伴い、前倒しで2018年12月31日をもって販売を終了した。

### 熊本市交通局
- 市電・市バス1日乗車券 500円
  - 熊本市交通局が運行する市電（路面電車）・市バス及び熊本都市バスで指定した日の1日中自由に乗り降りができる。区域指定券と全線券がある（区域指定券はバスは範囲限定、両券ともに市電は全線で利用可能）。
- 市電・市バス2日乗車券 800円
  - 熊本市交通局が運行する市電・市バス及び熊本都市バスで指定した連続2日間自由に乗り降りができる。区域指定券のみ。
    - いずれも2010年3月31日をもって販売を終了。同年4月1日より各社が発行する1日乗車券が共通化され、各社共通1日乗車券「わくわく1dayパス」と各社共通2日乗車券「わくわく2dayパス」が発売された。

### 九州産交バス
- 一日フリー乗車券（熊本市内版） 700円
- 一日フリー乗車券（熊本県内版） 1,500円
  - 九州産交バス・産交バスが運行する一般路線バスに指定した日の1日中自由に乗り降りができる。熊本市内版は熊本交通センターから熊本市内の路線を中心とした範囲限定、熊本県内版は水俣・芦北地域を除く熊本県内一円で利用可能。
    - いずれも2010年3月31日をもって販売を終了。同年4月1日より各社が発行する1日乗車券が共通化され、各社共通1日乗車券「わくわく1dayパス」と各社共通2日乗車券「わくわく2dayパス」が発売された。

### 熊本電気鉄道
- 1日フリー乗車券
  - 土曜・日曜・祝日に限り、熊本電気鉄道が運行する電車及び路線バスに指定した日の1日中自由に乗り降りができる。路線バスは範囲限定。
    - いずれも2010年3月31日をもって販売を終了。同年4月1日より各社が発行する1日乗車券が共通化され、各社共通1日乗車券「わくわく1dayパス」と各社共通2日乗車券「わくわく2dayパス」が発売された。

### 宮崎交通
- ワンデーフリーパス 2500円
  - 宮崎県内を走る宮崎交通バス路線が乗り降り自由だった。

### 鹿児島交通
- フリー乗車券 6000円
  - 鹿児島県内を走る鹿児島交通バス路線が定期観光バスを含め5日間乗り降り自由だった。